# 4 Hours of Silverstone 2019 (WEC)

Tor Silverstone Circuit

4 Hours of Silverstone 2019 – długodystansowy wyścig samochodowy, który odbył się 1 września 2019 roku. Był on pierwszą rundą sezonu 2019/2020 serii FIA World Endurance Championship.

## Harmonogram
| Dzień                 | Godzina | Sesja                             | Długość   |
| --------------------- | ------- | --------------------------------- | --------- |
| Piątek, 30 sierpnia   | 11:40   | Pierwsza sesja treningowa         | 90 minut  |
| Piątek, 30 sierpnia   | 16:30   | Druga sesja treningowa            | 90 minut  |
| Sobota, 31 sierpnia   | 9:00    | Trzecia sesja treningowa          | 60 minut  |
| Sobota, 31 sierpnia   | 11:50   | Kwalifikacje LMGTE Pro i LMGTE Am | 20 minut  |
| Sobota, 31 sierpnia   | 12:20   | Kwalifikacje LMP1 i LMP2          | 20 minut  |
| Niedziela, 1 września | 12:00   | Wyścig                            | 4 godziny |
| Źródło                |         |                                   |           |

## Sesje treningowe
| Klasa          | Zespół                  | Samochód                 | Czas           | Okr.           |
| Sesja pierwsza | Sesja pierwsza          | Sesja pierwsza           | Sesja pierwsza | Sesja pierwsza |
| -------------- | ----------------------- | ------------------------ | -------------- | -------------- |
| LMP1           | #1 Rebellion Racing     | Rebellion R13            | 1:38,860       | 37             |
| LMP2           | #22 United Autosports   | Oreca 07                 | 1:43,066       | 28             |
| LMGTE Pro      | #91 Porsche GT Team     | Porsche 911 RSR-19       | 1:55,766       | 35             |
| LMGTE Am       | #90 TF Sport            | Aston Martin Vantage AMR | 1:56,611       | 38             |
| Sesja druga    |                         |                          |                |                |
| LMP1           | #7 Toyota Gazoo Racing  | Toyota TS050 Hybrid      | 1:36,847       | 31             |
| LMP2           | #22 United Autosports   | Oreca 07                 | 1:43,059       | 30             |
| LMGTE Pro      | #51 AF Corse            | Ferrari 488 GTE Evo      | 1:55,501       | 43             |
| LMGTE Am       | #98 Aston Martin Racing | Aston Martin Vantage AMR | 1:56,463       | 41             |
| Sesja trzecia  |                         |                          |                |                |
| LMP1           | #8 Toyota Gazoo Racing  | Toyota TS050 Hybrid      | 1:37,014       | 31             |
| LMP2           | #22 United Autosports   | Oreca 07                 | 1:41,271       | 24             |
| LMGTE Pro      | #51 AF Corse            | Ferrari 488 GTE Evo      | 1:54,467       | 28             |
| LMGTE Am       | #83 AF Corse            | Ferrari 488 GTE Evo      | 1:56,135       | 26             |

## Kwalifikacje
Pole position w każdej kategorii oznaczone jest pogrubieniem.
| Poz.   | Klasa     | Zespół                      | Średnia  | Strata  | Poz. s. |
| ------ | --------- | --------------------------- | -------- | ------- | ------- |
| 1      | LMP1      | #7 Toyota Gazoo Racing      | 1:36,015 | —       | 1       |
| 2      | LMP1      | #8 Toyota Gazoo Racing      | 1:36,315 | +0,300  | 2       |
| 3      | LMP1      | #1 Rebellion Racing         | 1:36,560 | +0,545  | 3       |
| 4      | LMP1      | #3 Rebellion Racing         | 1:37,024 | +1,009  | 4       |
| 5      | LMP1      | #6 Team LNT                 | 1:37,220 | +1,205  | 5       |
| 6      | LMP1      | #5 Team LNT                 | 1:37,464 | +1,449  | 6       |
| 7      | LMP2      | #29 Racing Team Nederland   | 1:40,948 | +4,933  | 7       |
| 8      | LMP2      | #22 United Autosports       | 1:41,683 | +5,668  | 8       |
| 9      | LMP2      | #37 Jackie Chan DC Racing   | 1:41,976 | +5,961  | 9       |
| 10     | LMP2      | #42 Cool Racing             | 1:42,017 | +6,002  | 10      |
| 11     | LMP2      | #36 Signatech Alpine ELF    | 1:42,216 | +6,201  | 11      |
| 12     | LMP2      | #33 High Class Racing       | 1:42,414 | +6,399  | 12      |
| 13     | LMP2      | #38 JOTA                    | 1:42,885 | +6,870  | 13      |
| 14     | LMP2      | #47 Cetilar Racing          | 1:43,363 | +7,348  | 14      |
| 15     | LMGTE Pro | #51 AF Corse                | 1:54,171 | +18,156 | 15      |
| 16     | LMGTE Pro | #71 AF Corse                | 1:54,302 | +18,287 | 16      |
| 17     | LMGTE Pro | #97 Aston Martin Racing     | 1:54,992 | +18,977 | 17      |
| 18     | LMGTE Pro | #91 Porsche GT Team         | 1:55,067 | +19,052 | 18      |
| 19     | LMGTE Pro | #95 Aston Martin Racing     | 1:55,149 | +19,134 | 19      |
| 20     | LMGTE Pro | #92 Porsche GT Team         | 1:55,493 | +19,478 | 20      |
| 21     | LMGTE Am  | #90 TF Sport                | 1:56,034 | +20,019 | 21      |
| 22     | LMGTE Am  | #56 Team Project 1          | 1:56,371 | +20,356 | 22      |
| 23     | LMGTE Am  | #98 Aston Martin Racing     | 1:56,469 | +20,454 | 23      |
| 24     | LMGTE Am  | #83 AF Corse                | 1:56,489 | +20,474 | 24      |
| 25     | LMGTE Am  | #54 AF Corse                | 1:56,742 | +20,727 | 25      |
| 26     | LMGTE Am  | #77 Dempsey - Proton Racing | 1:57,351 | +21,336 | 26      |
| 27     | LMGTE Am  | #88 Dempsey - Proton Racing | 1:57,507 | +21,492 | 27      |
| 28     | LMGTE Am  | #62 Red River Sport         | 1:57,934 | +21,919 | 28      |
| 29     | LMGTE Am  | #86 Gulf Racing             | 1:58,199 | +22,184 | 29      |
| 30     | LMGTE Am  | #70 MR Racing               | 1:58,336 | +22,321 | 30      |
| 31     | LMGTE Am  | #57 Team Project 1          | —        | —       | Pitlane |
| Źródła |           |                             |          |         |         |

## Wyścig

### Wyniki
Minimum do bycia sklasyfikowanym (70 procent dystansu pokonanego przez zwycięzców wyścigu) wyniosło 90 okrążeń. Zwycięzcy klas są oznaczeni pogrubieniem.
| Poz.              | Klasa     | Zespół                      | Kierowcy                                                | Samochód                 | Opony | Okr. | Czas/Strata  |
| ----------------- | --------- | --------------------------- | ------------------------------------------------------- | ------------------------ | ----- | ---- | ------------ |
| 1                 | LMP1      | #7 Toyota Gazoo Racing      | Mike Conway Kamui Kobayashi José María López            | Toyota TS050 Hybrid      | M     | 129  | 4:00:57,709  |
| 2                 | LMP1      | #8 Toyota Gazoo Racing      | Sébastien Buemi Kazuki Nakajima Brendon Hartley         | Toyota TS050 Hybrid      | M     | 129  | +1,901       |
| 3                 | LMP1      | #3 Rebellion Racing         | Nathanaël Berthon Pipo Derani Loïc Duval                | Rebellion R13            | M     | 128  | +1 okrążenie |
| 4                 | LMP1      | #5 Team LNT                 | Charlie Robertson Ben Hanley Jegor Orudżew              | Ginetta G60-LT-P1        | M     | 124  | +5 okrążeń   |
| 5                 | LMP2      | #42 Cool Racing             | Nicolas Lapierre Antonin Borga                          | Oreca 07                 | M     | 124  | +5 okrążeń   |
| 6                 | LMP2      | #36 Signatech Alpine ELF    | Thomas Laurent André Negrão Pierre Ragues               | Alpine A470              | M     | 124  | +5 okrążeń   |
| 7                 | LMP2      | #29 Racing Team Nederland   | Frits van Eerd Giedo van der Garde Job van Uitert       | Oreca 07                 | M     | 124  | +5 okrążeń   |
| 8                 | LMP2      | #37 Jackie Chan DC Racing   | Ho-Pin Tung Gabriel Aubry Will Stevens                  | Oreca 07                 | G     | 124  | +5 okrążeń   |
| 9                 | LMP2      | #38 JOTA                    | Roberto González António Félix da Costa                 | Oreca 07                 | G     | 124  | +5 okrążeń   |
| 10                | LMP1      | #1 Rebellion Racing         | Bruno Senna Gustavo Menezes Norman Nato                 | Rebellion R13            | M     | 123  | +6 okrążeń   |
| 11                | LMP2      | #47 Cetilar Racing          | Roberto Lacorte Andrea Belicchi Giorgio Sernagiotto     | Dallara P217             | M     | 122  | +7 okrążeń   |
| 12                | LMP2      | #33 High Class Racing       | Mark Patterson Kenta Yamashita Anders Fjordbach         | Oreca 07                 | G     | 122  | +7 okrążeń   |
| 13                | LMGTE Pro | #91 Porsche GT Team         | Gianmaria Bruni Richard Lietz                           | Porsche 911 RSR-19       | M     | 115  | +14 okrążeń  |
| 14                | LMGTE Pro | #92 Porsche GT Team         | Michael Christensen Kévin Estre                         | Porsche 911 RSR-19       | M     | 115  | +14 okrążeń  |
| 15                | LMGTE Pro | #97 Aston Martin Racing     | Alex Lynn Maxime Martin                                 | Aston Martin Vantage AMR | M     | 115  | +14 okrążeń  |
| 16                | LMGTE Pro | #51 AF Corse                | James Calado Alessandro Pier Guidi                      | Ferrari 488 GTE Evo      | M     | 115  | +14 okrążeń  |
| 17                | LMGTE Pro | #95 Aston Martin Racing     | Marco Sørensen Nicki Thiim                              | Aston Martin Vantage AMR | M     | 114  | +15 okrążeń  |
| 18                | LMGTE Am  | #83 AF Corse                | François Perrodo Emmanuel Collard Nicklas Nielsen       | Ferrari 488 GTE Evo      | M     | 114  | +15 okrążeń  |
| 19                | LMGTE Am  | #98 Aston Martin Racing     | Paul Dalla Lana Darren Turner Ross Gunn                 | Aston Martin Vantage AMR | M     | 113  | +16 okrążeń  |
| 20                | LMGTE Am  | #70 MR Racing               | Motoaki Ishikawa Olivier Beretta Kei Cozzolino          | Ferrari 488 GTE Evo      | M     | 113  | +16 okrążeń  |
| 21                | LMGTE Am  | #86 Gulf Racing             | Michael Wainwright Andrew Watson Benjamin Barker        | Porsche 911 RSR          | M     | 113  | +16 okrążeń  |
| 22                | LMGTE Am  | #77 Dempsey - Proton Racing | Christian Ried Matt Campbell Riccardo Pera              | Porsche 911 RSR          | M     | 113  | +16 okrążeń  |
| 23                | LMGTE Am  | #56 Team Project 1          | Egidio Perfetti David Kolkmann Matteo Cairoli           | Porsche 911 RSR          | M     | 113  | +16 okrążeń  |
| 24                | LMGTE Am  | #90 TF Sport                | Salih Yoluç Charles Eastwood Jonathan Adam              | Aston Martin Vantage AMR | M     | 113  | +16 okrążeń  |
| 25                | LMGTE Am  | #62 Red River Sport         | Bonamy Grimes Johnny Mowlem Charles Hollings            | Ferrari 488 GTE Evo      | M     | 113  | +16 okrążeń  |
| 26                | LMGTE Am  | #54 AF Corse                | Thomas Flohr Francesco Castellacci Giancarlo Fisichella | Ferrari 488 GTE Evo      | M     | 113  | +16 okrążeń  |
| 27                | LMGTE Am  | #57 Team Project 1          | Ben Keating Felipe Fraga Jeroen Bleekemolen             | Porsche 911 RSR          | M     | 112  | +17 okrążeń  |
| 28                | LMP1      | #6 Team LNT                 | Michael Simpson Oliver Jarvis Guy Smith                 | Ginetta G60-LT-P1        | M     | 112  | +17 okrążeń  |
| 29                | LMGTE Am  | #88 Dempsey - Proton Racing | Thomas Preining Gianluca Giraudi Ricardo Sánchez        | Porsche 911 RSR          | M     | 111  | +18 okrążeń  |
| Niesklasyfikowani |           |                             |                                                         |                          |       |      |              |
|                   | LMGTE Pro | #71 AF Corse                | Davide Rigon Miguel Molina                              | Ferrari 488 GTE Evo      | M     | 54   |              |
|                   | LMP2      | #22 United Autosports       | Philip Hanson Filipe Albuquerque Paul di Resta          | Oreca 07                 | M     | 2    |              |

### Statystyki

#### Najszybsze okrążenie
| Klasa     | Kierowca            | Zespół                    | Czas     | Okr. |
| --------- | ------------------- | ------------------------- | -------- | ---- |
| LMP1      | Mike Conway         | #7 Toyota Gazoo Racing    | 1:37,289 | 8    |
| LMP2      | Giedo van der Garde | #29 Racing Team Nederland | 1:43,404 | 9    |
| LMGTE Pro | Davide Rigon        | #71 AF Corse              | 1:55,762 | 17   |
| LMGTE Am  | Charles Eastwood    | #90 TF Sport              | 1:56,520 | 75   |
| Źródło    |                     |                           |          |      |